# 磯貝龍乎
磯貝 龍乎（いそがい りゅうこ、1987年3月14日 -）は、日本の俳優。旧芸名は磯貝 龍虎（読み同じ）。身長は186cm。ena entertainmentに所属していたが、現在はフリー。

## 人物
- 「ミュージカル・テニスの王子様」の稽古中にジャージの色が同じ緑という事で大山真志と「グリーン軍」を結成した。後に北代高士も加わり、3人で「グリーン軍全国制覇」というトークイベントを札幌・大阪・東京・福岡で行った。
- 林明寛と仲が良く、毎年2人でイベントを行っている。
- 黒パグを飼っていたことがある（名前はパッツ）。
- ネギが好き。
- 広い肩幅が特徴。
- 実家は有限会社磯貝嘉市商店という昆布屋を経営している
- 兄が1人いるが、あまり仲が良くない。
- 小笠原健、吉岡佑と音楽ユニット「メンズヘラクレス」を立ち上げ、2019年1月には反橋宗一郎が加入。現在4人組で歌手活動をしている。
- 2016年に舞台「上手」の短編、2018年に舞台「男捨離」、2019年に舞台「五右衛門マジック」、2021年に舞台「Another lenz」の脚本・演出を手掛けた。
- 2019年3月14日、芸名を磯貝龍虎から磯貝龍乎に改名[2]。

## 出演

### 舞台/ミュージカル
- ミュージカル テニスの王子様 - 千歳千里（Aキャスト） 役
  - The Treasure Match 四天宝寺 feat.氷帝（2008年12月13日 - 2009年1月25日）
  - Dream Live 6th（2009年5月2日 - 10日）
  - The Final Match 立海 First feat. 四天宝寺（2009年7月30日 - 10月4日）
  - Dream Live 7th（2010年5月7日 - 9日・20日 - 23日）
- 「タクミくんシリーズ舞台版 そして春風にささやいて」（2009年12月9日 - 13日） - 崎義一 役
- Reading Cinema×St. Valentine's Day Special＜LOVE ×LETTERS＞（朗読劇）（2010年2月13日 - 14日） - 大地 役
- 吉本興業×スターダスト×RUF特別公演「ダブルブッキング」（2010年2月23日 - 28日） - 27日のみ出演
- ブルーカバーアクターズvol.3「うわさの家族」（2010年4月6日 - 11日） - Aキャスト
- 「美童浪漫大活劇『八犬伝』」（2010年7月14日 - 19日） - 犬飼現八 役
- 30-DELUX電撃チョモランマ隊MIX『スペース・ウォーズ』アンコール公演（2010年7月22日 - 25日） - 24日のみ出演
- 舞台「メンズ校」（2010年8月5日 - 10日）
- 劇団VitaminX（2010年9月26日 - 10月4日） - 七瀬瞬 役
- 舞台「時空警察ヴェッカーサイト」（2011年2月24日 - 27日） - カグラ 役
- Be With プロデュース VOL.17「Chitty Chitty Bang Bang II」（2012年5月25日 - 29日、ワーサルシアター）
- TUFF STUFF 3カ月連続☆横浜公演 第一弾不消者 第15回公演「青春のすたるじあ」（2011年6月15日 - 19日、相鉄本多劇場）
- ASSH 第14回公演「白キ肌ノケモノ」（2011年8月3日 - 7日、新宿シアターモリエール）
- 「美童浪漫大活劇『学園八犬伝』」（2011年8月18日 - 21日、全労済ホールスペース・ゼロ）
- D'TOT 3rd act「FRAG-新撰組Vermilion Order-」（2011年8月26日 - 28日、横浜・相鉄本多劇場/8月31日 - 9月4日、中目黒キンケロシアター）
- 「恋、ほのか 〜何年後かのI love you〜」（2011年9月16日 - 19日、六行会ホール） - 小泉俊太 役
- Be With プロデュース Reading Cinema×Autumn Special II「LOVE×LETTERS」-海斗役（2011年10月8日 - 10日、シアターグリーン BOX in BOX）
- にほんのうた実行委員会「男子ing!!」（2011年10月14日 - 20日、相鉄本多劇場）
- HYBRID PROJECT vol.5 「MIDNIGHT DREAM〜機械城奇譚〜〈SPRING SIDE〉」（2011年11月3日 - 9日、中目黒キンケロシアター）
- 「半おに戦奇譚－AMAGI－改」（2011年11月30日 - 12月5日、六行会ホール）
- Ask「どんでん」（2012年1月18日 - 22日、シアターサンモール）
- SAMURAI7（2012年4月1日 - 8日、青山劇場）
- CORNFLAKES 第9回公演「雷神－RAIJIN－」（2012年7月27日 - 31日）
- 〜ビジュアルボーイ 10周年記念イベント〜シェイクスピア・朗毒パフォーマンス『ベースボーーール ハムレット!』（2012年11月21日 - 25日、東京タワー タワーホールA1） - マクベス 役
- 『ドリームジャンボ宝ぶね〜けっしてお咎め下さいますな〜』（2013年1月6日 - 13日、青山劇場/1月26日、梅田芸術劇場） - 新撰組
- 朗読劇「ハンサム落語」（2013年2月7日 - 11日、シアターサンモール）
  - 第二幕（2013年8月13日 - 18日、赤坂REDシアター）
  - 第三幕（2014年2月6日 - 11日、赤坂REDシアター/2月15日・16日、大阪 テイジンホール）
  - 第四幕（2014年5月14日 - 18日、CBGKシブゲキ!!）
  - 第五幕（2015年2月13日 - 22日、赤坂REDシアター/2月27日 - 3月1日、大阪 テイジンホール/3月3日 - 4日、福岡 アクロス円形ホール/3月10日 - 15日、CBGKシブゲキ!!）
  - 第六幕（2015年6月13日 - 21日、CBGKシブゲキ!!/6月26日 - 28日、大阪 テイジンホール/7月1日 - 5日、CBGKシブゲキ!!）
  - 第七幕（2016年2月5日 - 14日、赤坂REDシアター/2月19日 - 21日、大阪 テイジンホール/2月24日 - 28日、CBGKシブゲキ!!）[3]
  - 第八幕（2016年11月1日 - 6日、CBGKシブゲキ!!/11月11日 - 13日、大阪 テイジンホール）[4]
  - 第九幕（2017年10月11日 - 22日、シアターサンモール）[5]
  - 第十幕（2018年11月6日 - 13日、CBGKシブゲキ!!/11月16日 - 18日、大阪 シアター朝日）[6]
  - 2ndシーズン（2019年7月20日 - 31日、赤坂RED/THEATER）[7]
  - ハンサム落語ザ・リモート（2020年6月5日、ニコニコ生放送）[8]
  - ハンサム落語2021（2021年5月22日 - 31日、浅草花劇場）
  - ハンサム落語2023（2023年10月4日 - 9日、CBGKシブゲキ!! / 10月13日 - 15日、シアター朝日）[9]
- ASSH-DX vol.3『危機之介御免』（2013年4月10日 - 21日、池袋シアターグリーン BIG TREE THEATER）
- 舞台「BOYS★TALK」（2013年6月9日、全労済ホールスペース・ゼロ） - 磯野龍虎 役
  - 舞台「BOYS★TALK 第２弾」(2014年12月25日、新宿FACE）
  - 舞台「BOYS★TALK 第３弾」(2018年6月9日、CBGKシブゲキ!!）
- ラズベリーボーイ!!（2013年10月、シアターサンモール）
  - ラズベリーボーイ!! 再演（2014年2月28日 - 3月9日、俳優座劇場）
  - ラズベリーボーイ!!2（2014年10月8日 - 13日、俳優座劇場）
  - ラズベリーボーイ!!2再演（2015年7月15日 - 20日、俳優座劇場）
  - 舞台「ラズベリーボーイ3 THE FINAL」〜ハチャメチャ演劇部、ついにラスト!?〜（2016年5月20日 - 29日、俳優座劇場）
- ミュージカル『AMNESIA』（2014年1月9日 - 19日、博品館劇場） - ウキョウ 役
  - ミュージカル『AMNESIA』再演（2014年9月3日 - 10日、全労済ホールスペース・ゼロ/9月20日-23日、大阪ビジネスパーク円形ホール）
- 逆転裁判「逆転のスポットライト」（2014年4月9日 - 13日、赤坂・草月ホール） - 糸鋸圭介 役
  - 舞台「逆転裁判2〜さらば、逆転〜」（2015年4月29日 - 5月10日、俳優座劇場）
  - 舞台「逆転裁判2〜さらば、逆転〜」再演（2015年10月31日 - 11月8日、俳優座劇場）
  - 舞台「逆転検事〜逆転のテレポーテーション〜」（2016年7月15日 - 24日、六行会ホール）
  - 舞台「逆転検事 ～逆転のテレポーテーション～」再演（2017年11月2日 - 7日、全労済ホールスペース・ゼロ）[10]
- ハナレウシ（2014年6月25日 - 29日、全労済ホールスペース・ゼロ）
- 刻め、我ガ肌ニ君ノ息吹ヲ（2014年7月16日 - 21日、俳優座劇場）
  - 刻め、我ガ肌ニ君ノ息吹ヲ 再演（2015年8月5日 - 9日、シアター1010）
- WAR→P！ in Fanatsy 〜神託の花嫁と夜明けの鍵〜（2014年11月15日） - 日替わりゲスト
- 舞台『鬼斬』（2014年12月18日 - 23日、新宿村LIVE）[11]
- ミュージカル「ハートの国のアリス」（2015年2月4日 - 11日、全労済ホールスペース・ゼロ） - エリオット＝マーチ 役
  - ミュージカル『ハートの国のアリス〜The Best Revival〜』（2016年1月16日 - 24日、全労済ホールスペース・ゼロ）
- 「殺意の衝動〜なぜ殺すのか?それが生きてる証明だから〜」（2015年6月3日 - 7日、全労済ホールスペース・ゼロ）
- 舞台 増田こうすけ劇場 ギャグマンガ日和（2015年9月16日 - 21日、博品館劇場） - アマンダ 役
  - 舞台 増田こうすけ劇場 ギャグマンガ日和 デラックス風味（2016年4月6日 - 10日、AiiA 2.5 Theater Tokyo） - アマンダ 役[12]
  - 舞台 増田こうすけ劇場ギャグマンガ日和 向かい風100％（2018年9月5日 - 9日、渋谷 伝承ホール） - 増井田先生 役[13]
- 藤間勘十郎 文芸シリーズ其の弐 曲亭馬琴『南総里見八犬伝』（2015年10月8日 - 18日、DDD AOYAMA CROSS THEATER）
- ミュージカル「ヘタリア」 - アメリカ 役
  - ミュージカル『ヘタリア〜Singin' in the World〜』（2015年12月24日 - 29日、六本木ブルーシアター）
  - ミュージカル『ヘタリア〜The Great World〜』（2016年11月10日 - 20日、シアター1010/11月25日 - 27日、森ノ宮ピロティホール）[14]
  - ミュージカル『ヘタリア〜In the new world〜』（2017年7月15日 - 17日、NHK大阪ホール/7月21日 - 8月2日、シアター1010）[15]
  - ミュージカル『ヘタリア』FINAL LIVE〜A World in the Universe〜（2018年3月17日 - 18日、幕張メッセ イベントホール/3月21日、フェスティバルホール）[16]
  - ミュージカル『ヘタリア〜The world is wonderful〜』（2021年12月16日 - 19日、COOL JAPAN PARK OSAKA WWホール/12月23日 - 31日、品川プリンスホテル ステラボール）
  - ミュージカル「ヘタリア〜The Fantastic World～」（2023年4月7日 - 10日、東大阪市文化創造館　Dream House 大ホール/4月15日 - 23日、日本青年館ホール）
  - ミュージカル「ヘタリア〜The glorious world〜」（2024年8月9日 - 12日、京都劇場/8月17日 - 19日、森ノ宮ピロティホール/8月24日 - 9月8日、日本青年館ホール）[17]
  - ミュージカル「ヘタリア〜A tender world〜」（2025年6月9日 - 26日、日本青年館ホール / 7月3日 - 6日、COOL JAPAN PARK OSAKA WWホール / 7月18日・19日、けんしん郡山文化センター 大ホール）[18]
- 舞台「大きな木の下で」〜あの頃俺らの毎日はウザいくらいアツかった〜（2016年3月16日 - 21日、俳優座劇場）
- 演劇集団イヌッコロ×ACTOLI×シザーブリッツ トリプルコラボ公演「オタッカーズ・ハイ」（2016年6月7日 - 19日、下北沢 小劇場B1） - 三木谷 役
- 舞台「ESORA」（2016年9月8日 - 15日 全労済ホールスペース・ゼロ） - ブライアン 役
- 舞台「バグバスターズ」（2016年11月30日 - 12月4日、俳優座劇場） - 徳山秀治 役[19]
  - 舞台「バグバスターズ(再演)」（2017年5月25日 - 6月4日、俳優座劇場）[20]
  - 舞台「バグバスターズ2」（2017年11月23日 - 26日、俳優座劇場）[21]
  - 舞台「バグバスターズ3」（2017年11月29日 - 12月3日、俳優座劇場）[21]
  - 舞台「バグバスターズーStage BLUE―」（2018年3月24日、俳優座劇場）- 日替わりゲスト
  - 舞台「バグバスターズーStage Yellowー」（2019年3月13日 - 17日、俳優座劇場）
- 朗読劇「旅猫リポート」（2017年1月25日、俳優座劇場）[22]
- 舞台「真・三國無双」（2017年2月11日 - 19日、全労済ホールスペース・ゼロ）- 関羽 役[23]
  - 舞台「真・三國無双 官渡の戦い」（2018年4月26日 - 5月1日、全労済ホールスペース・ゼロ/5月5日 - 6日、サンケイホールブリーゼ）[24]
  - 舞台「真・三國無双 赤壁の戦い」（2019年2月7日 - 17日、シアター1010）[25]
- 舞台『北斗の拳 -世紀末ザコ伝説- 』（2017年9月6日 - 10日、シアターGロッソ）[26]
- 舞台「レンタヒーロー」（2018年1月17日 - 21日、六行会ホール）- マック・アルビーテ 役[27]
- 舞台「妻らない極道たち」（2018年1月26日、あうるすぽっと(豊島区立舞台芸術交流センター)） - 日替わりゲスト
- 舞台『宇宙戦艦ティラミス』
  - 舞台『宇宙戦艦ティラミス』（2018年7月25日 - 31日、シアターサンモール/8月11日- 12日、ABCホール）- ヴェンチュリー・ルロワ 役 他多数[28]
  - 舞台『宇宙戦艦ティラミスⅡ』～蟹・自分でむけますか～」（2019年12月27日 - 29日、IMPホール / 2020年1月8日- 19日、クラブeX（品川))- ソウイチロウ・イチノセ 役、他多数[29]
  - 舞台『宇宙戦艦ティラミス～銀河列車で遊郭行きてぇなぁ編～』（2022年10月7日 - 16日、こくみん共済 coop ホール／スペース・ゼロ） - 井上才蔵 役[30]
  - 舞台『宇宙戦艦ティラミス』完結編〜ファイナルラストはエンドの終わり〜（2023年9月2日・3日、瑞穂市サンシャインホール / 9月7日 - 17日、IMAホール） - サチコ・ホリエ 役[31]
- 舞台「RE:VOLVER」（2018年10月18日 - 22日、シアター1010/10月27日 - 28日、サンケイホールブリーゼ） - 鷹城 役[32]
- 舞台「もーれつア太郎 木枯らしに踊る花吹雪」（2018年12月19日 - 24日、俳優座劇場）- ニャロメ 役[33]
- アクティブリーディング「それから」（2019年1月17日、神保町花月） - 日替わりゲスト
- 舞台「レイルウェイ」（2019年2月22日 - 3月2日、全労済ホール／スペース・ゼロ） - 増木敏朗 役[34]
- 舞台「幕末太陽傳 外伝」（2019年4月18日 - 28日、三越劇場）-喜助 役[35]
- 舞台「LOOSER ～失い続けてしまうアルバム～」（2019年6月6日 - 9日、品川プリンスホテル ステラボール/6月15日 - 16日、森ノ宮ピロティホール） - 近藤勇 役 他[36]
- DisGOONie Presents Vol.6 舞台「PANDORA」（2019年7月11日 - 17日、全労済ホール／スペース・ゼロ） - ベル・ラビット 役[37]
- TBS SPARKLE × Age Global Networks 舞台「Three Rage」（2019年8月15日 - 18日、CBGKシブゲキ!!） - 加藤英二 役[38]
- 舞台「Get Back!!」（2019年9月24日、俳優座劇場） - 日替わりゲスト[39]
- 2.5次元ダンスライブ ALIVESTAGE「月花神楽～青と緑の物語～」（2019年11月8日 - 17日、ヒューリックホール東京（有楽町）) - 五道 役[40]
- 舞台「カレイドスコープ‐私を殺した人は無罪のまま‐」（2020年2月20日 - 3月1日、新宿FACE） - 五十嵐智久 役[41]
- 舞台「しょうぐん 天晴れェド！～喝采～」（2020年5月13日 - 17日、ニューピアホール）- 勝海舟 役 [新型コロナウイルスの影響により全公演中止]
- 舞台「レイルウェイ」～Take OFF～（2020年6月20日 - 28日、草月ホール）- 増木敏朗 役[42] [新型コロナウイルスの影響により全公演中止]
- 闇劇「獄都事変」（2020年7月11日 - 19日、 新宿FACE）- 肋角 役[43]
- 舞台「恋するアンチヒーロー」（2020年8月29日 - 30日、三越劇場）[44]
- ミュージカル「DREAM!ing」  - 桐谷洋介 役[45]
  - ミュージカル「DREAM!ing」（2020年12月24日 - 27日、IMPホール / 2021年1月8日 - 17日、大手町三井ホール）[46]
  - ミュージカル「DREAM!ing～Rainy Days～」（2022年7月8日 - 18日、品川プリンスホテル ステラボール）[47]
  - ミュージカル「DREAM!ing～White Maze～」（2024年12月、飛行船シアター）[48]
- 「しゃばけ」シリーズpresents「シャイニングモンスター ～ばくのふだ《Shining編/Shadow編》～」（2021年3月13日 - 21日、CBGKシブゲキ!!）- 場久 役
- 舞台「デュラララ!! 円首方足の章」（2021年8月1日 - 7日、日本青年館ホール /8月13日 - 15日、名古屋文理大学文化フォーラム（稲沢市民会館）大ホール /8月20日 - 22日、COOL JAPAN PARK OSAKA WWホール)- サイモン・ブレジネフ 役
- 舞台 華の天羽組 -天京戦争編-powered byヒューマンバグ大学（2023年12月9日 - 17日、品川プリンスホテル クラブeX） - 小林幸真 役[49]
- 舞台「ヴィンランド・サガ」〜海の果ての果て 篇〜・〜英雄復活 篇〜（2024年4月19日 - 29日、全労済ホールスペース・ゼロ） - ビョルン 役[50]
- 舞台「歌舞伎町シャーロック」（2024年5月17日 - 26日、IMM THEATER） - ハドソン夫人 役[51]
- 幻想水滸伝-門の紋章戦争篇-（2025年12月、シアターH・京都劇場） - ビクトール 役[52]

### テレビ
- 「男子ing!!」（2012年9月14日 - 、TOKYO MX）
- 「Answer〜警視庁検証捜査官」第8話（2012年、テレビ朝日）- 不良 役

### 映画
- ヴィサージュ（2009年12月）  -  河村英司 役
- ローカルボーイズ（2010年3月19・20日）
- 死ガ二人ヲワカツマデ… 第二章 南瓜花-nananka-（2012年9月）
- ふみだい食堂（2013年7月25日） - 尾張 役
- 人類資金（2013年10月）

### イベント
- 磯貝龍虎＆西山丈也 『ENJOY★OSAKA』トークライブ（2009年3月1日）
- 磯貝龍虎VS北代高士 白熱トークバトル（2009年6月6日・7日）
- 北代高士・磯貝龍虎・大山真志 ファン感謝全国イベントツアー〜グリーン軍全国制覇〜（2009年10月11日 - 11月15日）
- 北代高士・磯貝龍虎・西山丈也 WP X'masトークライブ（2009年12月23日）
- 北代高士・磯貝龍虎・西山丈也 新春企画 MEN+坊主 結成トークライブ（MENbose）（2010年1月24日）
- 磯貝龍虎 Birthday トークライブ（2010年3月7日）
- 映画ローカルボーイズ トークライブ（2010年3月21日 - 4月4日）
- プロダクション対決 第一弾!エナ・エンターテイメント磯貝龍虎VSニューゲートプロダクション北代高士（2010年6月6日）
- プロダクション対決 第二弾!エナ・エンターテイメント磯貝龍虎VSアルファコア馬場良馬（2010年6月6日）
- 北代高士 Birthday トークライブ（2010年9月20日） - MC
- 北代高士・磯貝龍虎・大山真志トークイベント グリーン軍が、帰って来た!（2012年2月18日・26日）
- 北代高士・磯貝龍虎 七夕祭り 高士＆龍虎の浴衣トークライブ〜高士の断髪式!〜（2012年7月7日）
- 〜磯貝龍虎＆赤澤燈バースデーイベント2013〜（2013年3月14日、俳優座劇場）
- 落語男子〜桂三四郎が平野良と磯貝龍虎を迎えて60分間トークショー〜（2014年8月30日）
- 「磯貝龍虎2割増し」FCイベント『とりあえず11月は会っとく?〜憩いのリラクゼーショニスト〜』（2014年11月8日）
- 撃弾ハンサム
  - 撃弾ハンサム〜お披露目イベント〜（2014年12月28日）
  - 撃弾ハンサム〜再炎〜（2015年1月29日 - 30日）
  - 撃弾ハンサム 続きました。「殺陣とスーツとドッペルゲンガー」〜これは、舞台ですか? いいえ、ハンサムです〜（2015年2月27日 - 3月1日）
  - 撃弾ハンサム「誰にも聞けないアソコのかゆみ事件簿2」〜あれ以降、すべての芝居が色あせた〜（2015年8月14日 - 16日、六行会ホール）
  - 撃弾ハンサム1周年&DVD発売記念イベント「ハンサムは突然に」〜これは、ハンサムですか？いいえ、ほぼトークショーです〜（2015年12月30日、新宿シアターモリエール）
  - 撃弾ハンサム（2016年5月23日、俳優座劇場）
  - MICHAEL SPRING JUMPING CIRCUS 2017（2017年4月17日、赤坂BLITZ） - 撃弾ハンサム
- ユニバーサル・スタジオ・ジャパソ「上手－じょーず－」〜宝くじ当たったんでやります。〜（2016年8月26日 - 28日、俳優座劇場）
- 小笠原健vs吉岡佑withそれを見守る肩幅でお馴染みのあの方（2016年10月8日・9日、銀座BENOA）
- 今月の宮下雄也
  - vol.20（2016年11月22日、新宿ロフトプラスワン） - ゲスト
  - vol.28（2017年7月1日、新宿ロフトプラスワン） - ゲスト
  - vol.30～誕生日10時間ライブ～（2017年9月2日、新宿ロフトプラスワン） - ゲスト
  - vol.36（2018年3月2日、新宿ロフトプラスワン） - ゲスト
  - vol.39（2018年6月29日、新宿ロフトプラスワン）- ゲスト
  - vol.54（2019年9月20日、新宿ロフトプラスワン）- ゲスト
- 小笠原健 presents☆2DAYSクリスマス&年越しパーティーin2016♡さぁ最後の晩餐を始めましょうかby磯貝龍虎〜いやそんな事はさせないSP（2016年12月24日・25日、新宿PASERA本店）
- 「磯貝龍虎2割増し」FCイベント『Whiteday Event〜日頃の感謝をこめて〜（2017年3月11日）
- メンズヘラクレス
  - メンズヘラクレスの素〜母さん、オレ歌出すから〜（2017年3月18日、音部屋スクエア/3月19日、THE LIVE STATION 目黒）
  - ライブイベント『メンズヘラクレスの小旅行』～ちょっと背伸びしちゃうんだもん～（2017年6月23日、品川J-SQUARE/6月24日、名古屋栄R.A.D/6月25日、音部屋スクエア）
  - メンズヘラクレスLIVE vol.2（2017年12月15日、ライブハウス四谷LOTUS/12月16日 - 17日、池袋シアターYES）
  - メンズヘラクレスLIVE vol.3（2018年4月14日、池袋mismatch/4月15日、Space emo池袋）
  - 音楽フェス「Good Looking On Fes」(2018年2月12日、恵比寿ザ・ガーデンホール）- メンズヘラクレス・バグバスターズ 出演
  - メンズヘラクレス～冬の大文化祭～（2018年11月25日、新宿村LIVE）
  - ADACHI HOUSEお正月紅白歌合戦2019～茨城で歌おう～（2019年1月5日） - メンズヘラクレス 出演
  - メンズヘラクレスLIVE vol.4 はじめの一歩～デンプシーロール～（2019年2月12日、目黒ライブステーション） - メンズヘラクレス 出演
  - Good Looking On Fes.～Welcome to Spring party～（2019年3月20日、新宿BLAZE） - メンズヘラクレス 、バグバスターズ 出演
  - メンズヘラクレスLIVE vol.5 ～柏はさほど遠くない～（2019年3月23日、柏ThumbUp）
  - メンズヘラクレスイベント vol.2 Happy Summer Friday 〜Tour Final〜（2019年6月21日、オーブ渋谷）
  - メンズヘラクレスLIVE vol.6（2019年9月5日、オーブ渋谷）
- 磯貝龍虎＆林明寛 presents
  - 「あなたを元気にします」あなたの笑顔が・・・（2017年4月1日、シダックスカルチャーホール）
  - 「あなたを元気にさせますvol.2～内緒でアッキーのサプライズバースデーします～」（2017年12月10日、六本木ケムシ）
  - 「あなたを元気にさせますvol.3」（2018年2月4日、シダックスカルチャーホール）
  - 「あなたを元気にさせますvol.4～今年も内緒でアッキーのBD祝いますSP～」（2018年11月24日、音部屋スクエア）
  - 「あなたを元気にさせます vol.6 〜磯貝の誕生日なので、やりたいことします〜」（2019年3月30日、音部屋スクエア）
  - 「あなたを元気にさせます vol.7 〜被害者のスケジュールが合わなかったので、普通に元気にさせます〜」（2019年7月6日、新宿ドリームストア）
  - 「あなたを元気にさせますvol.8～どうもご無沙汰しておりますが磯貝の誕生日祝います～」（2020年6月7日、新宿ドリームストア）
  - 「あなたを元気にさせますvol.9」（2021年3月28日、六本木ケムシ）
- 舞台『北斗の拳 -世紀末ザコ伝説- 』公演直前イベント（2017年8月26日、新宿ロフトプラスワン）[53]
- 『ハンサム落語 第九幕』公開顔合わせ！（2017年9月23日、新宿ロフトプラスワン）
- 「青春ディスカバリーフィルム～なんだって青春編～」アンコール上映トークショー（2017年12月26日、シネマート新宿）
- ミュージカル「ヘタリア～in the new world～」DVD発売記念イベント（2018年1月7日、横浜国際平和会議場）
- ミュージカル「ヘタリア～in the new world～」DVD発売記念お渡し会イベント（2018年2月2日、アニメイト池袋本店9階イベントホール）
- FC会員限定イベント（2018年4月1日、新宿ガルバホール）
- キャスト祭ズvol,3（2018年6月9日、晴海客船ターミナルホール）- メンズヘラクレス 出演
- 小笠原健32thバースデーイベント ～上京10周年の軌跡～FINAL（2018年8月26日、名古屋 大須TOYS） - ゲスト
- 「ミュージカル『ヘタリア』FINAL LIVE〜A World in the Universe〜」Blu-ray BOX先行上映会（2018年9月2日、一ツ橋ホール）
- 舞台俳優×よしもとコラボイベント「劇タメ！新宿フルスロットル学園」（2018年9月17日、紀伊国屋ホール）
- 夕方の宮下雄也（2019年1月7日、新宿ロフトプラスワン） - ゲスト
- DVD 舞台「宇宙戦艦ティラミス」発売記念イベント（2019年4月6日）
- 「反橋宗一郎のバスツアー～夏休み臨海学校～」 - スペシャルゲスト（2019年7月27日-28日）
- DVD 舞台「レイルウェイ」発売記念イベント（2019年8月25日）
- DVD 舞台「レイルウェイ」発売記念イベント in タワーレコード渋谷店（2019年9月14日）
- ミュージカル「DREAM!ing〜After Party〜」（2025年8月9日、ニッショーホール）[54]

### インターネット
- mmmm☆エクスタシー（2011年7月24日 - 、ニコニコ生放送）
- BACS-TV 〜美男!イケメンがちんこバトル〜
- 「宮下雄也と磯貝龍乎のだぁいじょーぶ」（2019年4月15日 - 、ONSTAGE）
- 「磯貝龍乎・林明寛の元気食堂」（2020年5月23日 - 、ニコニコ動画）[55]

## 書籍

### 雑誌
- anan（2009年1月27日号）
- VISUALBOY BRUSH
- STAGEACTORS
- CAST-PRIX ZERO

### 写真集
- グリーン軍写真集『緑魂』

## 脚本・演出
- 舞台「ユニバーサル・スタジオ・ジャパソ「上手」～宝くじ当たったんでやります～」(2016年8月26日 - 8月28日、俳優座劇場) - 「上手」/「まぁまぁ」/「ヘルニア」/「まぁまぁ2」/「下手」
- 舞台「男捨離」(2018年6月19日 - 6月24日、恵比寿エコー劇場)
- 舞台「五右衛門マジック」（2019年10月10日 - 20日、CBGK シブゲキ!!）[56][57]
- 舞台版「誰ガ為のアルケミスト」～宛名ノナイ光～（2020年10月7日 - 11日、FanStream/REALIVE360）[58]
- 舞台「Another lenz」（2021年5月15日 - 23日、新宿FACE）[59][60]
- GORIZO STAGE Vol.9「ハザマDDD〜Hazama the Dimensional Detective Deux “ディディディーディ・ディーディディ”〜」（2025年2月14日 - 24日、浅草九劇）[61]